# Pålstjärnen, Dalarna
Pålstjärnen är en sjö i Rättviks kommun i Dalarna och ingår i Dalälvens huvudavrinningsområde. Sjön har en area på 0,0615 kvadratkilometer och ligger 342,2 meter över havet. Sjön avvattnas av vattendraget Grunan.

## Delavrinningsområde
Pålstjärnen ingår i det delavrinningsområde (676875-148281) som SMHI kallar för Mynnar i Tjällassen. Medelhöjden är 319 meter över havet och ytan är 31,77 kvadratkilometer. Det finns inga avrinningsområden uppströms utan avrinningsområdet är högsta punkten. Grunan som avvattnar avrinningsområdet har biflödesordning 4, vilket innebär att vattnet flödar genom totalt 4 vattendrag innan det når havet efter 288 kilometer. Avrinningsområdet består mestadels av skog (90 procent). Avrinningsområdet har 0,34 kvadratkilometer vattenytor vilket ger det en sjöprocent på 1,1 procent.